# Vatteluttu
El alfabeto vatteluttu (en tamil: வட்டெழுத்து; en malabar, Vaṭṭeḻuttu; Mozhi, Vattezhuthu) era un alfasilabario utilizado para escribir los idiomas tamil y malabar del sur de la India y Sri Lanka.
Las primeras formas de vatteluttu se remontan a inscripciones en piedra conmemorativas del siglo IV d. C. Probablemente se desarrolló a partir del tamil-brahmi alrededor del siglo IV al v d. C. El vatteluttu está claramente atestiguado en varias inscripciones en Tamil Nadu desde el siglo VI
Las letras vatteluttu aparecen con una forma más cursiva que el alfabeto tamil moderno. Se escribe de izquierda a derecha, como otros alfabetos índicos. Como en el alfabeto tamil, desde el siglo XI se omite el virama para enmudecer la vocal.
El vatteluttu era la escritura común para escribir tamil en los actuales Tamil Naduy Kerala hasta el siglo IX. El moderno alfabeto tamil desplazó al vatteluttu como escritura principal hacia los siglos IX o X. El vatteluttu también aparece inscripciones rupestres del noreste de Sri Lankan, como las de Trincomalee, siglos V y VIII.

## Etimología
Tres posibles hipótesis para la etimología del término ' vatteluttu ' son comúnmente aceptadas. Eluttu/ezhuthu, literalmente 'forma escrita' en este contexto; toma el significado de "sistema de escritura" o "alfabeto". Los tres significados hipotéticos del nombre son:
- Vatte + eluttu ; 'escritura redondeada'[6][2]
- Vata + eluttu ; 'escritura del norte'
- Vette + eluttu ; 'escritura cincelada'

## Vatteluttuin Kerala
En el actual estado de Kerala, el vatteluttu se usó mucho más tiempo que en Tamil Nadu, e incorporó caracteres de la escritura grantha  (grantha pallava sur) para representar palabras indo-arias o sánscritas en la lengua malabar temprana.
Las primeras inscripciones en malabar que tratan con los Chera Perumals, reyes de Kerala entre los siglos IX y XII d. C.,  están en mayoritariamente en vatteluttu. El alfabeto evolucionó durante este período, de tal manera que se pueden datar documentos aproximadamente atendiendo solamente a la forma gráfica de la escritura, y continuó en el período posterior a Chera Perumal (c. siglo XII en adelante). 
La escritura malabar moderna, una forma modificada de la escritura grantha sur, reemplazó gradualmente al vatteluttu para escribir malabar en Kerala. Gradualmente se convirtió en una escritura conocida como " Koleluttu " en Kerala que solo continuó su uso entre ciertas comunidades de Kerala, especialmente musulmanes y cristianos, incluso después del siglo XVI y hasta el siglo XIX.

## Alfabeto

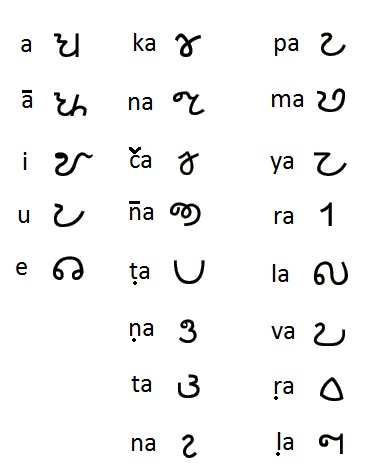
Alfabeto vatteluttu

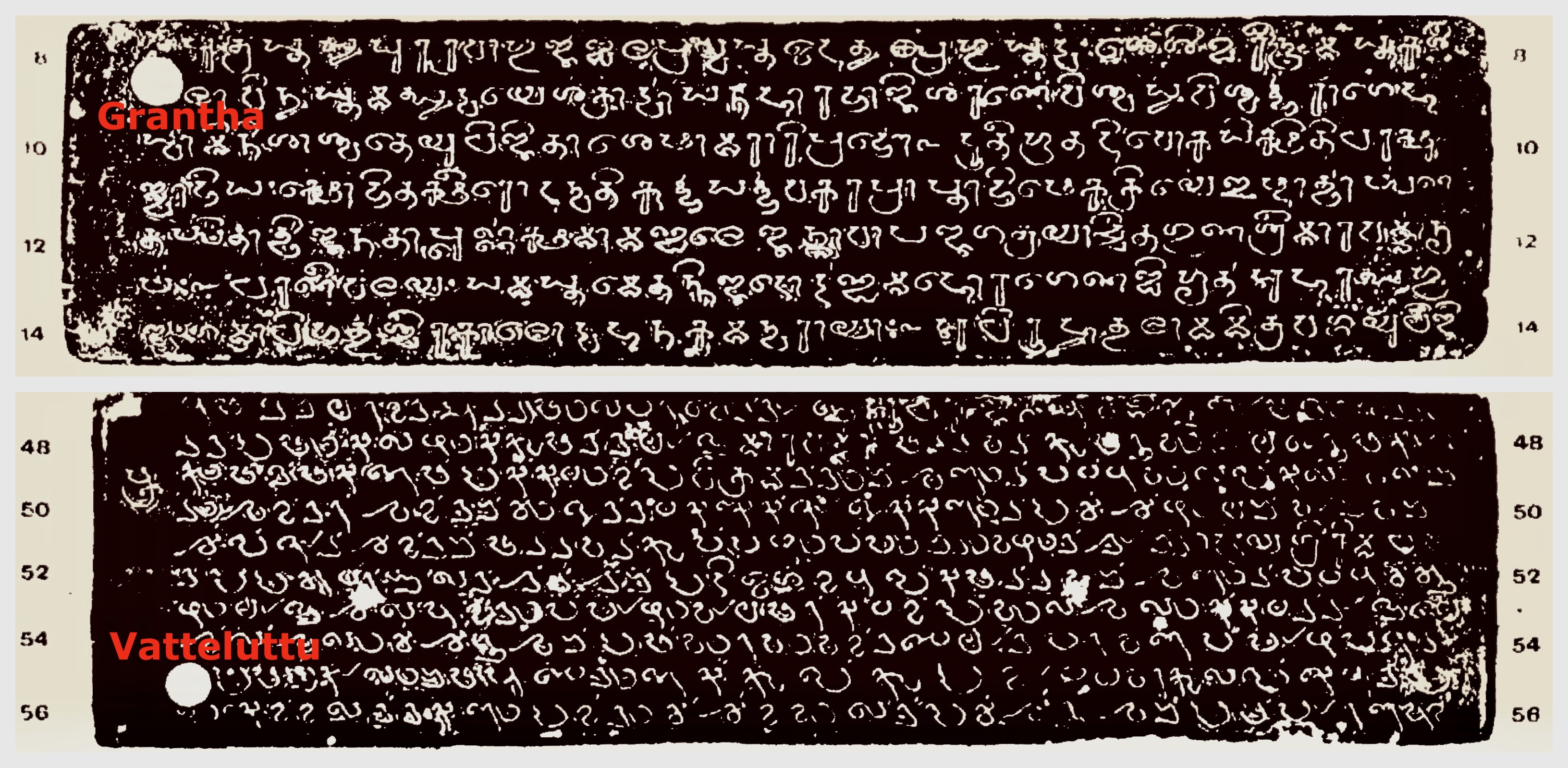
Velvikudi Grant (idioma tamil)

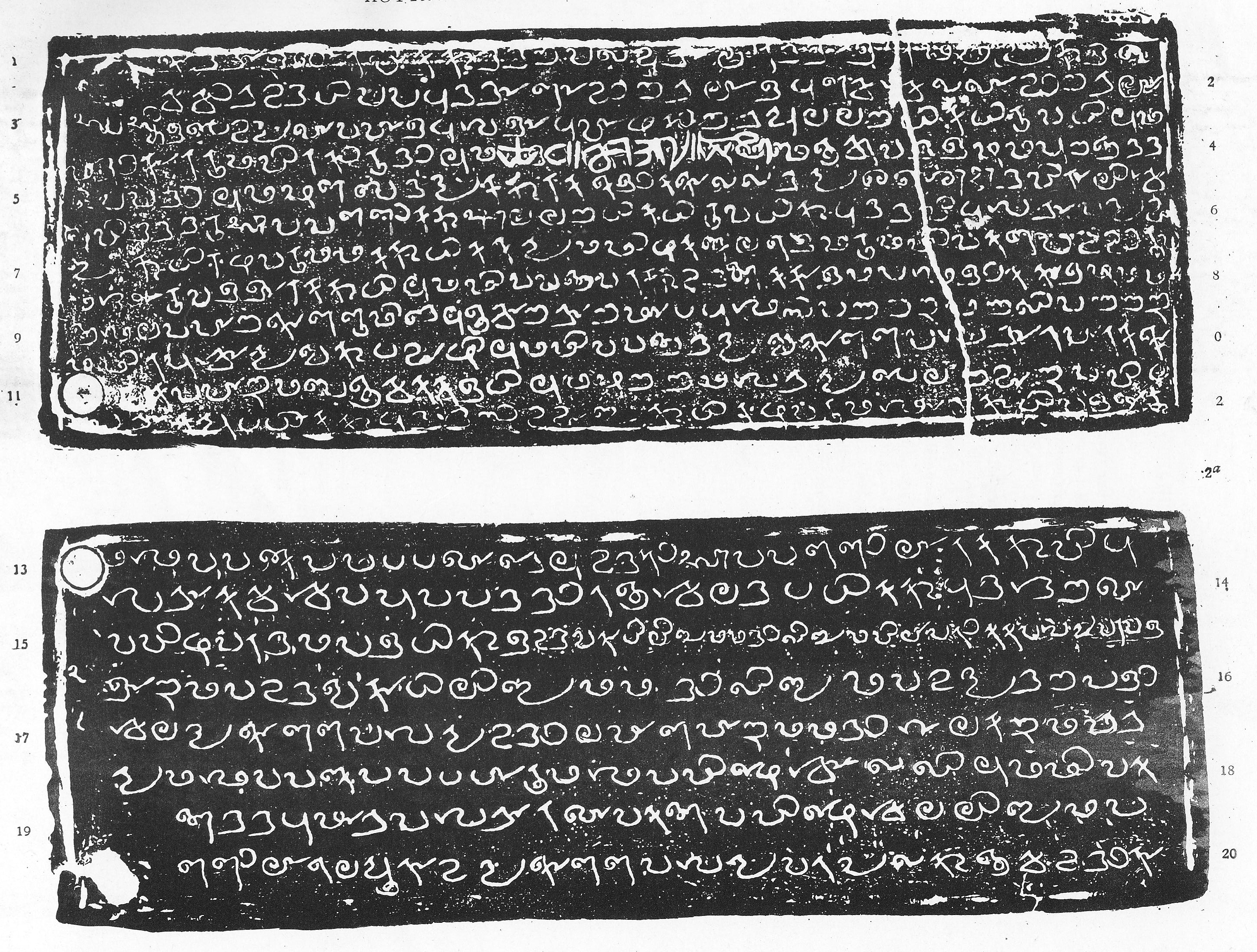
Vatteluttu de Kerala (siglo IX d.C.) (forma temprana del idioma malayalam) (planchas de cobre sirio de Quilon)

## Divergencia comparada del tamil y elvatteluttu
Esta imagen muestra la evolución divergente del tamil y el vatteluttu. La escritura vatteluttu se muestra en la columna de la izquierda, el Tamil Brahmi en la del medio y el tamil en la de la derecha. Los testimonios más tempranos de ambas se hallan junto al centro y los más tardíos progresando hacia los costados.

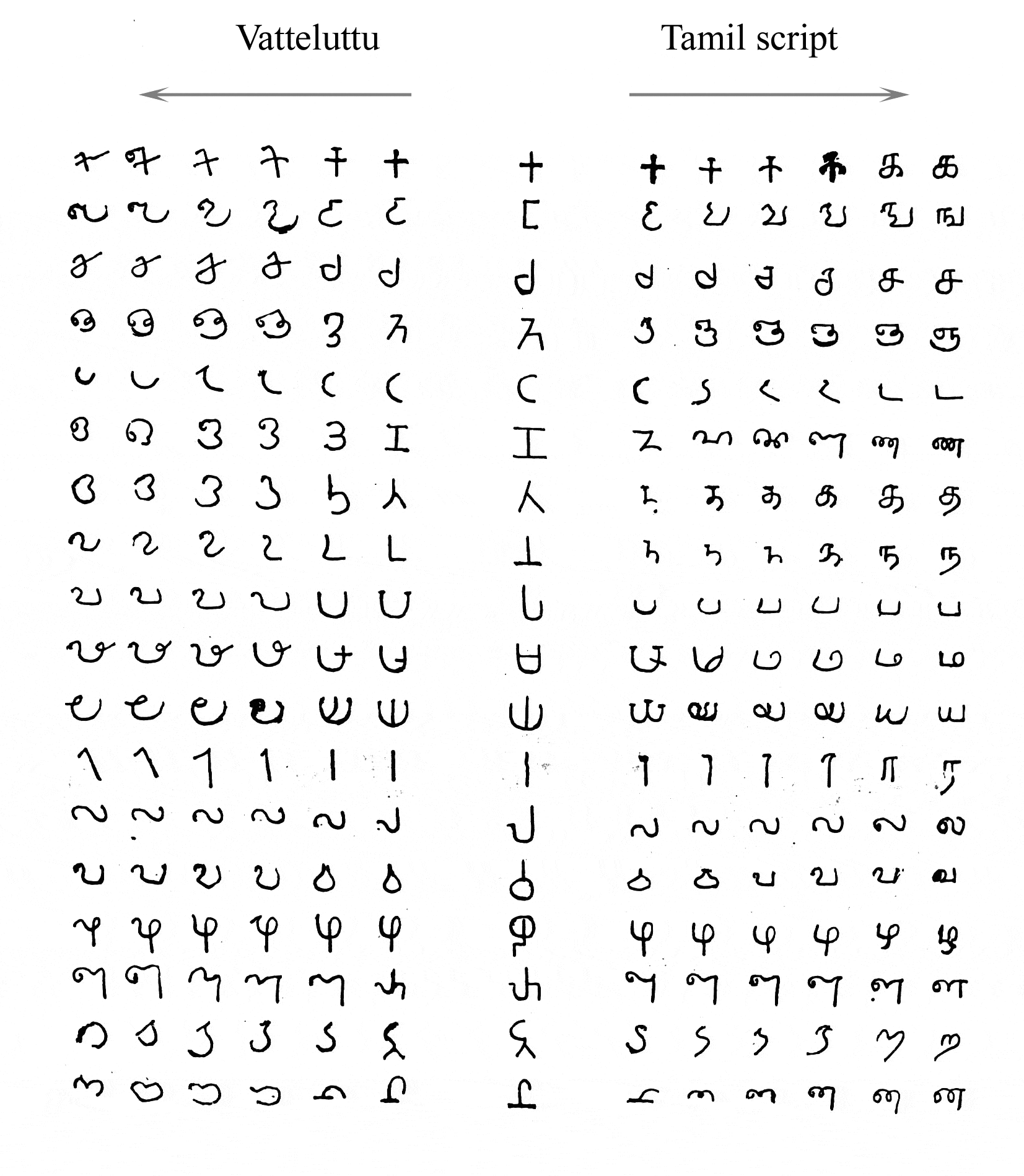
Evolución divergente de Tamil y vatteluttu.